# Rivière Kinojévis
Der Rivière Kinojévis ist ein ca. 135 km langer rechter Nebenfluss des Ottawa River in der Verwaltungsregion Abitibi-Témiscamingue der kanadischen Provinz Québec.

## Flusslauf
Er bildet den Abfluss des Lac Preissac an dessen Nordufer. Der Fluss fließt zuerst etwa 10 km nach Norden, fließt anschließend in westlicher, später in südlicher Richtung. Er fließt dabei weniger als 10 km östlich der Stadt Rouyn-Noranda vorbei. Er durchfließt den Nordteil des Lac Kinojévis und wendet sich in seinem Unterlauf nach Südosten. Der Rivière Kinojévis trifft schließlich von Norden kommend, 30 km nördlich von Lac Simard, auf den Oberlauf des Ottawa River.
Die Algonkin nutzten früher den Flusslauf als Transportweg zwischen den Einzugsgebieten von Ottawa River im Süden und dem des Rivière Harricana im Norden. Früher wurde in dem Gebiet Forstwirtschaft betrieben und Holzstämme den Fluss hinunter geflößt.